# イクサン・ファンディ
イクサン・ファンディ（Ikhsan Fandi、1999年4月9日 - ）は、シンガポール出身の同国代表サッカー選手。タイ・リーグ1・BGパトゥム・ユナイテッドFC所属。ポジションはFW。

## 来歴
2013年、イクサンと兄のイルファンはスペインのエルクレスCF（当時セグンダ・ディビシオン）のトライアルを受けたが正式契約には至らなかった。同年末、兄弟はチリのACバルネチェアのアカデミーと2年契約を結び、2014年からはウニベルシダ・カトリカのアカデミーで過ごした。
2016年、帰国したイクサンはホーム・ユナイテッドと契約してプロ選手としてデビューした。
2017年、ヤング・ライオンズに加入。
2019年、トライアルを経てノルウェー・フォルシュテ・ディヴィション（ノルウェー2部）のラウフォスILに2年契約で加入。

### 代表
2017年8月31日の香港との国際親善試合で71分にカイルル・アムリとの交代で途中出場し、A代表デビューを果たした。

## 私生活
父親はFCフローニンゲンでプレーしていたファンディ・アマド、母親は南アフリカ共和国出身のモデル、ウェンディ・ジェイコブス。兄のイルファン・ファンディもシンガポール代表サッカー選手である。